# Campo Verde
Campo Verde – miasto i gmina w Brazylii, w stanie Mato Grosso.